# Wielophanging

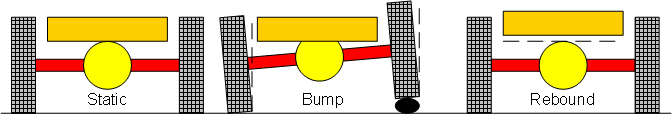
starre as

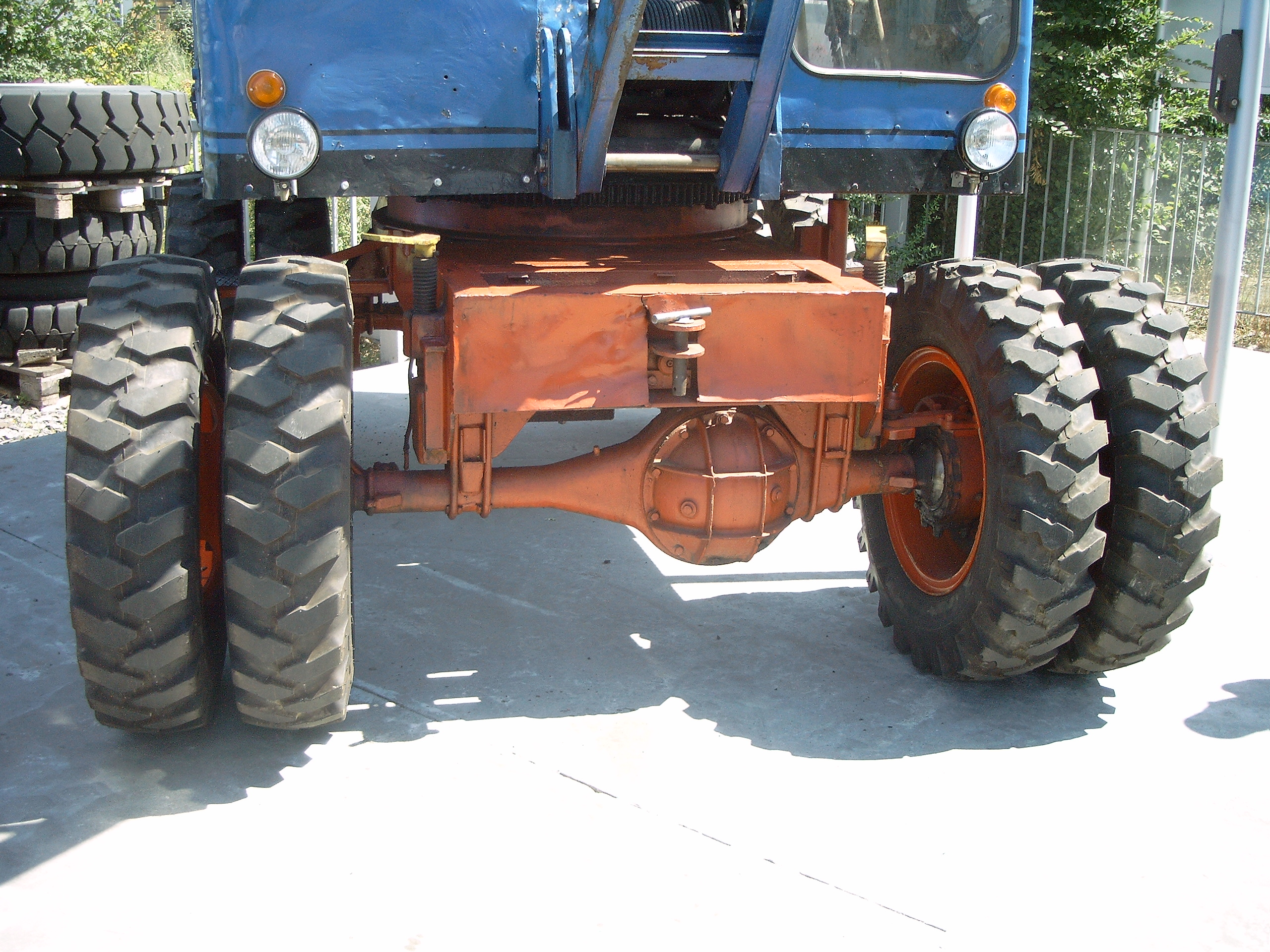
Schoolvoorbeeld van een aangedreven starre as met nét uit het midden het differentieel-huis (Bol)

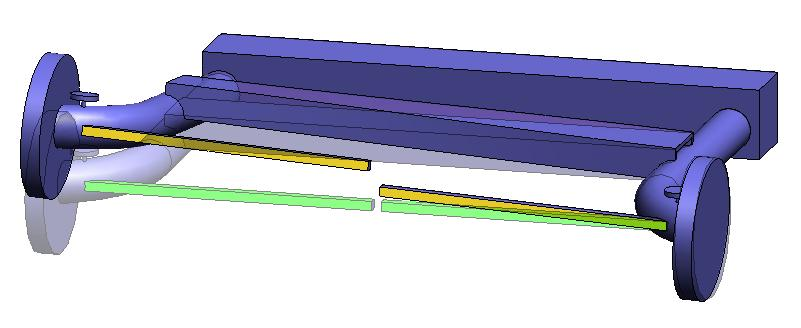
semi-onafhankelijk. De paars gekleurde dwarsbuis laat enige buiging (torsie) toe zodat de beide wielen beperkt onafhankelijk van elkaar kunnen bewegen.

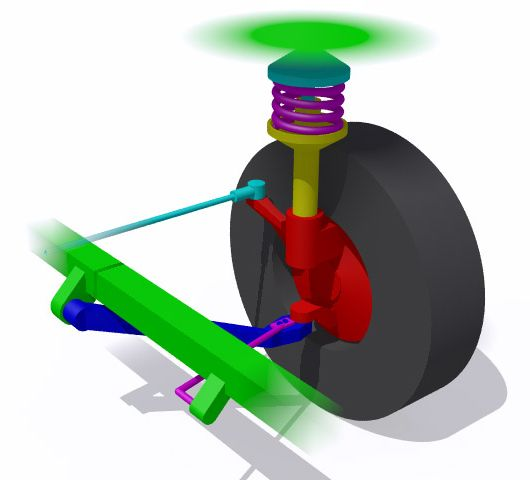
Veerpoot. De linksvoor gemonteerde McPherson veerpoot van een achterwielaangedreven auto. Binnen de veer is de schokbreker geplaatst.

Multi Link Onafhankelijke Achterwielophanging. Balhoofdhoek (caster), camber en sporing blijven constant

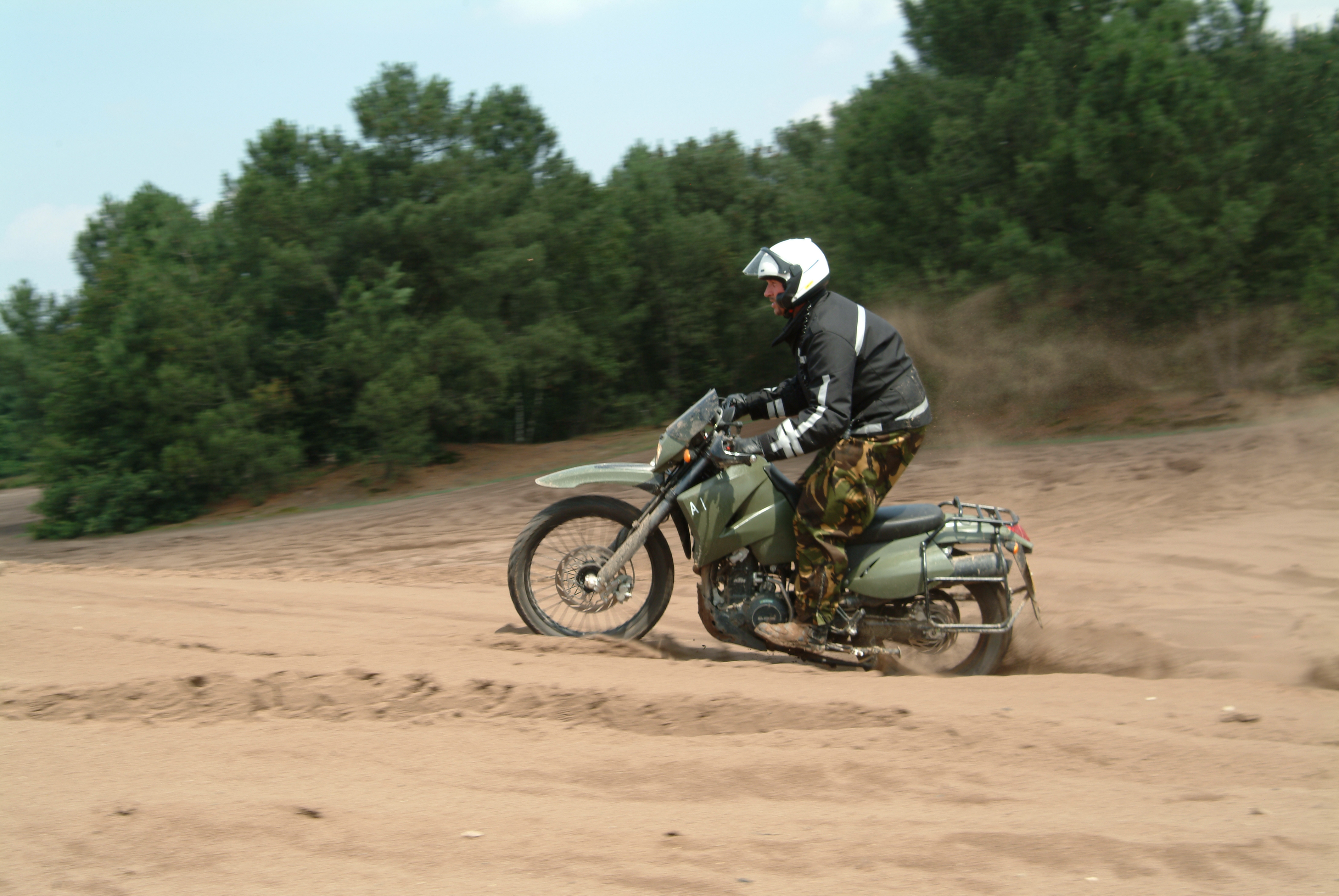
Enduromotor, bijna helemaal ingeveerd na een sprong

De wielophanging is een constructie waarmee de wielen aan een voertuig verbonden zijn.

## Algemeen
Wielen zijn in de regel verbonden met een voertuig met gebruikmaking van een veersysteem, hetgeen een vereiste is voor een comfortabele rit, zelfs als er weinig oneffenheden zijn. Daarnaast zorgt de wielophanging, in combinatie met de vering voor een betere wegligging.

Hierbij is het belangrijk wat de stand van de (het) wiel(en) t.o.v. het voertuig is, de z.g. stuurgeometrie. Dit wordt met gespecialiseerde apparatuur gemeten en het instellen wordt "uitlijnen" genoemd. Er worden drie hoeken door middel van de ophanging ingesteld: balhoofdhoek (caster), camber en sporing.
Bij constructie van wielophangingen is het zaak om, in het belang van een goed weggedrag het onafgeveerde gewicht van de constructie zo laag mogelijk te houden.

## Typen
Allereerst maken we een onderscheid tussen:

### Tweewielers
Bij fietsen en motorfietsen is het voorwiel verbonden met het frame door middel van een voorvork. Deze kan zowel geveerd als ongeveerd uitgevoerd zijn.
Het achterwiel is bij fietsen vaak rechtstreeks en ongeveerd aan het frame verbonden maar constructies met gebruikmaking van een verende achterbrug komen steeds meer voor.

Bij moderne motorfietsen wordt gebruikgemaakt van een verende achterwielophanging en dan wordt gebruikgemaakt van of; een verende achterbrug waartussen het wiel geplaatst wordt, oftewel een swingarm waaraan het wiel eenzijdig verbonden is.
Bij alle tweewielers wordt als vering meestal schroefvering toegepast.

### Vier-of meerwieligen
Hiervan kunnen we, in principe, de wielophanging scheiden in drie typen:

#### 1. Starre assen
- Bij deze as zijn de beide wielen direct met elkaar verbonden via een buis of een "aslichaam". Hierbij kunnen ze in verreweg de meeste gevallen wel onafhankelijk van elkaar draaien, maar niet onafhankelijk van elkaar veren. Bij het inveren van het ene wiel, wordt het andere altijd min of meer meegenomen en zal het camber veranderen zie voorbeeld. Starre assen zijn over het algemeen een sterkere constructie vandaar de toepassing bij vrachtwagens, bestelbusjes, terreinauto's, sommige (oudere) personenauto's en aanhangers.
- Bij aangedreven starre assen zijn de wielen verbonden door een hol "aslichaam" met in het midden (soms iets uit het midden) een differentieelhuis. (dit is de "bol" die men in het midden van de achteras ziet bij bijvoorbeeld vrachtauto's) In dit differentieelhuis bevindt zich het differentieel dat via, in het aslichaam geplaatste steekassen, verbonden is met de aangedreven wielen.
  - Starre assen worden meestal afgeveerd door middel van:
    - Schroefveren of
    - Bladveren
    - Luchtvering

#### 2. Semi-onafhankelijk
- Dit is lange tijd populair geweest als achterwielophanging bij voorwielaangedreven personenauto's. De achterwielen waren verbonden door langsarmen aan een "U-vormige" buis die enigszins kon torderen. Weliswaar minder star dan een starre achteras, maar het ene wiel oefent tijdens het inveren wel enige invloed uit op het andere wiel.
- Als veersysteem gebruikt men bij deze ophanging meestal schroefveren

#### 3. Onafhankelijke wielophanging
- Deze is vaak aan de voorzijde van een auto terug te vinden en tegenwoordig ook steeds meer aan de achterzijde. Hierbij hebben de wielen ieder hun eigen ophanging en kunnen geheel onafhankelijk van het wiel aan de andere kant in- en uit veren. Het is een duurdere constructie dan de bovenstaande maar geeft een betere wegligging en meer comfort.
- Deze manier van wielophanging kan op meerdere manieren worden bereikt, zoals bijvoorbeeld door middel van:
  - Multi Link ophanging
  - Veerpoten (MacPherson systeem)
  - Pendelassen
  - Bij deze manier van wielophanging wordt veelal afgeveerd door middel van:
    - Schroefveren
    - Torsiestaven
    - Hydropneumatisch
    - Luchtvering

Er wordt vaak van een gecombineerde wielophanging gebruikgemaakt. Bijvoorbeeld onafhankelijk op de voorwielen en een starre as, of semi-onafhankelijk achter.

## Schokdemping
Bij verende wielophanging ontstaat een massa-veersysteem, dat gevoelig is voor resonantie: onder bepaalde omstandigheden kan het voertuig onbeheerst gaan schommelen of slingeren met ongelukken tot gevolg. Naast vering is daarom altijd een of andere vorm van demping nodig. Bladveren bieden door inwendige wrijving zelf al enige demping, in andere gevallen worden aparte schokdempers toegepast.